# Roberto Gallozzi
Roberto Gallozzi (Roma, 26 ottobre 1960) è un attore e fotografo italiano.

## Biografia
Figlio d'arte per via paterna con esperienze teatrali, viene presto scoperto dal cinema italiano che gli affida ruoli di attore-bambino come quello di Michele nel film di genere bellico Il dito nella piaga con Klaus Kinsky, ove impiega il nome d'arte di Roberto Pagano. Ormai universitario, raggiunge una certa notorietà recitando in film di genere commedia, sia affiancando le attrici più attraenti del momento tra cui la Black Emanuelle Laura Gemser, sia interpretando goliardicamente il ruolo di primo attore in Che casino... con Pierino dell'omonima serie. 
Da quel periodo, che lo vede anche protagonista di fotoromanzi e testimonial di pubblicità televisive, passa dietro l'obiettivo per occuparsi di fotografia, con lo pseudonimo di Bob Gallozzi. Al termine degli studi si dedicherà ad attività finanziarie ed immobiliari.

## Filmografia
- Il dito nella piaga (1969)
- Mezzanotte d'amore (1970)
- Kid il monello del West (1973)
- Storia de fratelli e de cortelli (1973)
- La vedova del trullo (1979)
- Il giocattolo (1979)
- Tranquille donne di campagna (1980)
- Mia moglie torna a scuola (1981)
- La storia vera della signora delle camelie (1981)
- Che casino... con Pierino (1982)
- La gorilla (1982)
- Si ringrazia la regione Puglia per averci fornito i milanesi (1982)
- Messo comunale praticamente spione (1982)
- La camera delle signore (1983)
- La casa delle orchidee (1983)
- Labbra avide (1984)